# NGC 3271
NGC 3271 = IC 2585  ist eine linsenförmige Galaxie vom Hubble-Typ SB0 im Sternbild Luftpumpe am Südsternhimmel. Sie ist schätzungsweise 160 Millionen Lichtjahre von der Milchstraße entfernt, hat einen Durchmesser von etwa 160.000 Lj und ist ein helles Mitglied des Antlia-Galaxienhaufens welcher wiederum dem Hydra-Centaurus-Superhaufen angehört.
Im selben Himmelsareal befinden sich u. a. die Galaxien NGC 3267, NGC 3268 und NGC 3269.
Das Objekt wurde  am 1. Mai 1834 vom britischen Astronomen John Herschel entdeckt.

## NGC 3271-Gruppe (LGG 202)
| Galaxie  | Alternativname | Entfernung/Mio. Lj |
| -------- | -------------- | ------------------ |
| NGC 3271 | PGC 30988      | 160                |
| NGC 3267 | PGC 30934      | 156                |
| NGC 3269 | PGC 30945      | 158                |